# Guitar Improvisation 3
Guitar Improvisation #3 è l'undicesimo album in studio del musicista canadese Devin Townsend, pubblicato il 14 luglio 2020 dalla HevyDevy Records.

## Descrizione
Si tratta dell'ultima delle tre improvvisazioni strumentali eseguite da Towsend, nonché la più lunga grazie agli oltre 83 minuti di musica.
Nel 2023 l'album è stato ripubblicato con il nuovo titolo Dawn Shifter come parte del progetto ambient DreamPeace creato dallo stesso artista. Le differenze, oltre al titolo, risiedono nella copertina e nella lista tracce, dove la composizione risulta spezzata in dieci brani distinti.

## Tracce
1. Guitar Improvisation #3 – 83:45